# Parque Nacional Montanhas do Tumucumaque
O Parque Nacional Montanhas do Tumucumaque (PNMT) é uma Unidade de Conservação (UC) brasileira, de proteção integral da natureza do tipo Parque Nacional, localizada nos estados do Amapá e do Pará, com território distribuído pelos municípios de Almeirim, Calçoene, Laranjal do Jari, Oiapoque, Pedra Branca do Amapari e Serra do Navio. Sobre administração do Instituto Chico Mendes de Conservação da Biodiversidade (ICMBio, Ministério do Meio Ambiente do Brasil).
O parque limita-se ao norte com a Guiana Francesa e com a República do Suriname, estando conectado, através do território ultramarino francês da Guiana Francesa, à União Europeia.. Desta maneira, Montanhas do Tumucumaque integra, junto aos parques nacionais da Serra do Divisor, do Cabo Orange, do Pico da Neblina e do Monte Roraima, o conjunto de Parques Nacionais fronteiriços da Amazônia brasileira.
Com uma área de 3 846 429,40 ha (38 464 km² ou 8,78 milhões de acres) e um perímetro de 1 921,48 km, Montanhas do Tumucumaque  é o maior parque nacional do Brasil e o maior em florestas tropicais do mundo, porém, a área é inabitada.

## Histórico
O parque Montanhas do Tumucumaque foi criado através de decreto emitido pela Presidência da República em 22 de agosto de 2002 com uma área de aproximadamente 3 867 000 ha.
Sua finalidade é:
(...) assegurar a preservação dos recursos naturais e da diversidade biológica, bem como proporcionar a realização de pesquisas científicas e o desenvolvimento de atividades de educação, de recreação e turismo ecológico.— Presidência da República
As terras do parque pertenciam ao Instituto Nacional de Colonização e Reforma Agrária (INCRA). Um estudo técnico do Instituto Brasileiro do Meio Ambiente e dos Recursos Naturais Renováveis (IBAMA) realizado em parceria com o INCRA, segundo indicações do Programa Nacional de Diversidade Biológica (PRONABIO) do Ministério do Meio Ambiente, mapeou a região do parque identificando-a como prioritária para a manutenção da biodiversidade.
O plano de manejo da unidade de conservação foi publicado em 10 de março de 2010 por meio da Portaria de número 28/2010 do ICMBio.
A UC faz parte do Mosaico da Amazônia Oriental (formalmente nomeado como Mosaico do Oeste do Pará e Norte do Pará), promulgado pela Portaria do Ministério do Meio Ambiente nº 04, de 03 de janeiro de 2013.

## Caracterização da área
O território do parque abrange uma área de 38 464 km², pouco menor que a da Suíça. Tumucumaque é o maior parque nacional do Brasil e também o maior parque de floresta tropical do mundo. O parque, que ocupa 26,5 % da área total do estado do Amapá, está inserido na região conhecida como Escudo das Guianas, ao norte da planície amazônica.
A porção brasileira do Escudo das Guianas tem uma área de aproximadamente 1 milhão de km², distribuída através dos estados do Amapá, Pará, Amazonas e Roraima. Montanhas do Tumucumaque, com uma área protegida abrangendo quase 4 % do total dessa região, contribui significativamente para a sua preservação. A região na qual o parque está inserido tem importância biológica extrema, pois contém a porção de floresta tropical que é considerada a menos impactada que existe, sendo assim um dos poucos lugares no mundo em que estratégias de conservação e desenvolvimento sustentável podem ser adotadas sem a necessidade de remediar impactos causados por atividades inadequadas anteriores.

### Clima
O clima é equatorial quente e úmido, com pluviosidade anual superior a 2500 mm, temperaturas médias anuais oscilando entre 25 e 30ºC. Ocorre estação seca entre agosto e novembro, com redução do índice pluviométrico para menos de 50 mm mensais.

### Relevo
O relevo da unidade inclui porções das planícies e terras baixas da Amazônia setentrional e do Planalto das Guianas, ao norte, com destaque para as elevações da cadeia montanhosa que dá nome ao parque, conhecida como Serra do Tumucumaque. Essa serra possui afloramentos rochosos e morros do tipo Pão-de-Açucar (Inselbergs), no entanto, com altitudes máximas inferiores a 700 metros acima do nível do mar. Além do Tumucumaque, integra o parque a Serra Lombarda e a Serra Uassipein.

### Flora
No parque existem florestas primárias intocadas. A área do parque é coberta por floresta ombrófila densa do tipo submontana. Já a vegetação na região da cordilheira ao norte do parque, com seus monólitos, é mais esparsa, com predominância de bromeliáceas e cactáceas. As principais famílias encontradas na região são bignonianceae, bombacaceae, euphorbiaceae, moraceae, sterculiaceae, lauraceae, vochysiaceae, sapotaceae, lecythidaceae, leguminosas, combretaceae, anacardiaceae, rubiaceae, meliaceae, sapindaceae, annonaceae e arecacea.
Na porção centro-norte do parque a floresta é de alto porte e cobertura uniforme, com núcleos esparsos de árvores emergentes, podendo abrigar as maiores árvores do Brasil, o angelim-vermelho (Dinizia excelsa Ducke). As espécies que mais se destacam são maçaranduba (Manilkara elata), maparajuba (Manilkara bidentata), cupiúba, jarana, mandioqueira,  louros, acapu, acariquara, matamatás, faveiras, abiuranas, tauari e tachi.

### Fauna
Tumucumaque possui uma fauna exuberante, que vai desde grandes carnívoros, como a onça-pintada e a suçuarana, até beija-flores multicoloridos, como o beija-flor-brilho-de-fogo. Espécies importantes como o joão-rabudo e o papa-moscas também podem ser encontradas no parque. Entre os primatas pode-se encontrar o macaco-de-cheiro, o macaco-prego, o cuxiú, o parauaçu, o guariba e o macaco-aranha.

## Acessos
Seus principais acessos são:
Oiapoque: Sobe-se pelo Rio Oiapoque por 40 km até a confluência com o Rio Anotaiê, limite NE do parque. Um dos acessos mais utilizadas para visitação, em especial para alcançar a Vila Brasil, no médio Rio Oiapoque, fronteira com o município de Camopi, na Guiana Francesa.
Serra do Navio: Da sede municipal, alcança-se o limite do PNMT através do Rio Amapari num percurso de 90 km. Alcança-se então a base rústica do parque, nos limites da área protegida, utilizada pela gestão, pesquisadores e turistas.
Pedra Branca do Amapari: A partir da localidade de 7 Ilhas (65km de estrada de terra, a partir da sede municipal de Serra do Navio), no Projeto de Assentamento Perimetral Norte, é possível chegar até o Rio Amapari e subir de barco até o limite do parque, alcançando a base rústica citada acima.
Laranjal do Jari: através de percurso fluvial pelo Rio Jari (percurso de aproximadamente 250 km), até a foz do Rio Inipuku, limite entre PNMT e Terra Indígena Wajãpi.
Calçoene: A partir do núcleo urbano do distrito de Lourenço segue-se por mais 5 km por ramais e trilhas até o limite da unidade. Acesso muito restrito e difícil, principalmente na época das chuvas. 

## Turismo
O turismo no Parque se dá em dois polos diferentes: o Polo Amapari e o Polo Oiapoque.
No Polo Amaparí se utiliza os acessos de Serra do Navio (mais comum) ou de Pedra Branca do Amapari (normalmente no verão). Se desloca por voadeiras (embarcações de alumínio) até a base rústica do parque, onde pode-se pernoitar em uma estrutura de acampamento adaptada às condições amazônicas (redários) e fazer atividades como trilhas, banhos em rios e avistamento de fauna e flora.
No Polo Oiapoque, pode-se acampar na Cachoeira do Anotaie, que se localiza no rio Anotaie, afluente do Rio Oiapoque. Também há a possibilidade de visitar a Vila Brasil, comunidade localizada à margem direita do rio Oiapoque e situada em frente à comunidade indígena franco-guianense de Camopi. Nessa localidade há pequenos hotéis e é possível conhecer seu contexto sociocultural, onde os moradores, na maioria comerciantes, prestam serviços aos indígenas da comunidade do país vizinho.

## Atividades Conflitantes
Devido a grande extensão geográfica o Parque Nacional Montanhas do Tumucumaque gera uma vasta gama de atividades conflitantes, é possível ressaltar:

### Extração irregular de minério
Caracteriza-se como o problema de maior proporção no Parque devido a cadeia de efeitos secundários ou indiretos capaz de gerar. Atualmente as áreas mais
procuradas para o garimpo se localizam fora da unidade, especialmente na região Sul da Guiana Francesa (região de Camopi e Sikini), que abriga milhares de pessoas (quase todas
brasileiras em caráter irregular de imigração). Na conjuntura atual, o PNMT ainda constitui um terreno pouco interessante para a atividade garimpeira. No entanto, é uma condição
frágil que depende da variação do preço do ouro no mercado e da maior ou menor predisposição das autoridades francesas em controlar a situação da imigração clandestina.

### Ocupação Irregular
A ocupação irregular é inerente e exclusiva no eixo do Rio Oiapoque, sendo propiciado por dois outros fatores: a prática garimpeira na região tem como consequência direta a existência de um núcleo habitacional na margem direita (brasileira) do rio, denominado Ilha Bela, que constitui um entreposto do garimpo do Sikini (Guiana Francesa); a existência de uma população franco-guianense na localidade de Camopi (médio curso do Oiapoque), com razoável poder aquisitivo, decorrente do pagamento de bolsas sociais
por parte do governo francês.
Esta situação desencadeou o surgimento de outro núcleo habitacional em solo brasileiro ( e dentro do Parque), denominado Vila Brasil, formado principalmente por comerciantes que sobrevivem da prática do comércio de víveres, combustível, etc. com a população de Camopi. Apesar da diferença vocacional entre Ilha Bela e Vila Brasil (a primeira que vive em função do garimpo, a segunda em função do comércio local), há alguns elementos em comum, como, por exemplo, a existência de roças de subsistência, o marcante crescimento em número de habitações e de peso os problemas de ordem sanitária, social, de poluição ambiental, exploração irregular de recursos naturais, etc.

### Caça e Pesca
São atividades tradicionalmente praticadas pela população do entorno, tendo, normalmente, caráter de subsistência. Entretanto, podem atingir escalas comerciais (caça “por encomenda”) e/ou esportivas. É preciso destacar que na Guiana Francesa a caça é permitida. Seus habitantes apreciam a carne de caça, o que gera pressão do lado brasileiro. Na pesca, utiliza-se como principal petrecho redes tipo “malhadeira”, muitas vezes instaladas nas desembocaduras dos igarapés, o que aumenta a captura. Frequentemente se utiliza a pesca do tipo “bubuia” (linhas de espera com anzóis, presas a boias que são soltas no rio e se movem com a correnteza). Índios residentes na Guiana Francesa, junto ao Rio Oiapoque, esporadicamente ainda fazem uso do “cipó-timbó”, uma planta com substância letal para os peixes.

### Exploração de produtos não madeireiros
Verificada em pequena escala e de forma setorizada, conforme acesso à unidade e existência de mercado consumidor. Como um dos principais produtos cita-se o “cipó-titica”, uma liana muito valorizada na confecção de móveis rústicos com boa aceitação no Sul e Sudeste brasileiros.

### Exploração de madeira
Ocorre de forma incipiente e localizada, para consumo próprio, especialmente na construção de casas e embarcações regionais. Uma escala comercial de extração madeireira é inviabilizada pela ausência de um mercado consumidor, pelas distâncias relativamente grandes e pela ausência de vias de transporte adequadas para o escoamento da madeira.     
Turismo irregular: Ocorre de maneira incipiente, especialmente na região da fronteira internacional, onde a ausência do poder público e a “neutralidade legal” na linha do Rio Oiapoque favorecem a circulação de pessoas, dificultando seu controle.     